# 莉姆·阿布達拉贊
莉姆·阿布達拉贊（Reem Abdalazem，1992年11月25日—）是一名埃及花樣游泳運動員。她代表埃及參加奧林匹克運動會和世界游泳錦標賽。

## 外部連結
- sports-reference.com （页面存档备份，存于）